# Sörforsa
Sörforsa è un'area urbana della Svezia situata nel comune di Hudiksvall, contea di Gävleborg.
La popolazione rilevata nel censimento 2010 era di 1 574 abitanti .